# بترو طراد
بترو طراد (وُلد عام 1886 في بيروت وتوفي عام 1947) كان سياسيًا لبنانيًا وشغل منصب رئيس لبنان في فترة الانتداب الفرنسي. امتدت فترة حكمه بين 22 يوليو 1943 و30 سبتمبر 1943، وهو ينحدر من عائلة أرثوذكسية أرستقراطية من بيروت. وهو ثالث رئيس للبنان لا ينتمي للطائفة المارونية. التحق بكلية القديس يوسف اليسوعية، وانضم إلى جمعية بيروت الإصلاحية، التي نادت باللامركزية الإدارية ضمن نطاق الدولة العثمانية، ثم تواصل سرًا مع فرنسا بالاتفاق مع جماعة من أعلام الفكر المسيحيين، بشأن استقلال بلاد الشام عن الدولة العثمانية وأن تقع تحت الإدارة الفرنسية فصدر حكم بالإعدام عليه وعلى رفاقه من قبل جمال باشا، ففرَّ إلى مصر حتى انتهت الحرب العالمية الأولى. وبعد انهيار الدولة العثمانية عاد إلى بيروت ليصبح عضوا في اللجنة الإدارية سنة 1920 ثم نائبا عن المدينة سنتي 1922 و 1929 ثم سنة 1937، ورئيس لجنة العدل سنة 1934، وتولّى رئاسة المجلس النيابي سنة 1934 ثم سنة 1939، وأخيرًا أصبح رئيسًا للبلاد لمدة شهرين واستقال من منصبه سنة 1943.